# Liste des parcs d'État de la Virginie
Liste des parcs d'État de la Virginie aux États-Unis d'Amérique par ordre alphabétique. Ils sont gérés par le Virginia Department of Conservation and Recreation.
- Bear Creek Lake
- Belle Isle
- Breaks Interstate
- Chippokes Plantation
- Claytor Lake
- Douthat
- Fairy Stone
- False Cape
- First Landing
- George Washington's Grist Mill
- Grayson Highlands
- Holliday Lake
- Hungry Mother
- James River
- Kiptopeke
- Lake Anna
- Leesylvania
- Mason Neck
- Natural Tunnel
- New River Trail
- Occoneechee
- Pocahontas
- Sailor's Creek Battlefield
- Shenandoah River
- Sky Meadows
- Smith Mountain Lake
- Southwest Virginia Museum
- Staunton River
- Staunton River Battlefield
- Tabb Monument
- Twin Lakes
- Westmoreland
- Wilderness Road
- York River